# Browns Valley (Minnesota)
Browns Valley – miasto w Stanach Zjednoczonych, w stanie Minnesota, w hrabstwie Traverse.